# U-647
U-647 – niemiecki okręt podwodny (U-Boot) typu VII C z okresu II wojny światowej. Okręt wszedł do służby w 1942 roku. Jedynym dowódcą był Kptlt. Willi Hertin.

## Historia
Okręt włączony do 5. Flotylli U-Bootów w ramach szkolenia; od 1 lipca 1943 roku w 7. Flotylli jako jednostka bojowa.
U-647 wypłynął na swój pierwszy rejs bojowy 22 lipca 1943 roku z Kilonii z towarzyszącym mu podwodnym zbiornikowcem typu XIV U-489. Niedługo potem zaginął na Morzu Norweskim na północ od Szetlandów wraz z całą 48-osobową załogą. Ostatnia transmisja radiowa miała miejsce 28 lipca 1943 roku; brak jest wiarygodnych hipotez wyjaśniających przyczynę zatonięcia.